# Reconciled
Reconciled è il terzo album in studio registrato dalla band The Call, uscito nel 1986 per la Elektra Records. 

## Descrizione
A causa di problemi legali con la Mercury Records, il complesso americano dovette aspettare due anni prima di incidere un lavoro inedito.
Reconciled contiene una delle hit più famose della band, I Still Believe. La canzone è stata inclusa nella colonna sonora di Red Oaks e di Ragazzi perduti. Sempre lo stesso brano è stato reinterpretato dal gruppo The Protomen.
Annovera la partecipazione straordinaria di Peter Gabriel come corista. 

## Tracce
1. Everywhere I Go - 4:18
2. I Still Believe - 5:30
3. Blood Red (America) - 4:32
4. The Morning - 4:40
5. Oklahoma - 4:18
6. With or Without Reason - 4:02
7. Sanctuary - 3:57
8. Tore the Old Place Down - 4:12
9. Even Now - 4:37

## Formazione
- Michael Been - voce, produttore, basso elettrico
- Jimmy Bralower - batteria
- Scott Musick - batteria, coro
- Jeff Bova - tastiere
- Tom Ferrier - chitarra elettrica, coro
- Peter Gabriel - coro